# Massimo V Hakim
Massimo V, nato George Hakim (Tanta, 18 maggio 1908 – Beirut, 29 giugno 2001), è stato un patriarca cattolico egiziano, patriarca di Antiochia, di Gerusalemme e di tutto l'Oriente.

## Genealogia episcopale e successione apostolica
La genealogia episcopale è:
- Vescovo Filoteo di Homs
- Patriarca Eutimio III di Chios
- Patriarca Macario III Zaim
- Vescovo Leonzio di Saidnaia
- Patriarca Atanasio III Dabbas
- Vescovo Néophytos Nasri
- Vescovo Efthymios Fadel Maalouly
- Patriarca Cirillo VII Siage, B.S.
- Patriarca Agapio III Matar, B.S.
- Patriarca Massimo III Mazloum
- Patriarca Clemente I Bahous, B.S.
- Patriarca Gregorio II Youssef-Sayour, B.S.
- Patriarca Pietro IV Geraigiry
- Arcivescovo Cirillo IX Moghabghab
- Arcivescovo Massimo V Hakim

La successione apostolica è:
- Vescovo Hyakinthos Gad (1958)
- Arcivescovo Saba Youakim, B.S. (1968)
- Arcivescovo Joseph-Marie Raya (1968)
- Arcivescovo Boutros Raï, B.A. (1968)
- Arcivescovo Paul Antaki (1968)
- Arcivescovo Elias Nijmé, B.A. (1971)
- Arcivescovo Denys Gaith, B.C. (1971)
- Arcivescovo Maximos Salloum (1975)
- Arcivescovo Habib Bacha, S.M.S.P. (1975)
- Arcivescovo Michel Hakim, B.S. (1977)
- Arcivescovo François Abou Mokh, B.S. (1978)
- Vescovo Spiridon Mattar (1978)
- Arcivescovo Jean Mansour, S.M.S.P. (1980)
- Arcivescovo Michel Yatim (1981)
- Arcivescovo Ignace Raad (1981)
- Patriarca Gregorio III Laham, B.S. (1981)
- Arcivescovo Boulos Nassif Borkhoche, S.M.S.P. (1983)
- Arcivescovo André Haddad, B.S. (1983)
- Vescovo John Adel Elya, B.S. (1986)
- Arcivescovo Abraham Nehmé, B.C. (1986)
- Arcivescovo George Riashi, B.C. (1987)
- Arcivescovo Georges Ibrahim Kwaïter, B.S. (1987)
- Arcivescovo Jean Assaad Haddad (1988)
- Arcivescovo Cyrille Salim Bustros, S.M.S.P. (1988)
- Arcivescovo Antoine Hayek, B.C. (1990)
- Vescovo Ignatius Ghattas, B.S. (1990)
- Arcivescovo Boutros Mouallem, S.M.S.P. (1990)
- Arcivescovo Isidore Battikha, B.A. (1992)
- Arcivescovo Georges El-Murr, B.C. (1992)
- Arcivescovo Jean-Clément Jeanbart (1995)
- Arcivescovo Fares Maakaroun (1995)
- Vescovo Georges Kahhalé Zouhaïraty, B.A. (1995)
- Arcivescovo Issam John Darwish, B.S. (1996)
- Vescovo Sleiman Hajjar, B.S. (1998)